# Operation Shingle
1940–1945: Luftangriffe auf Italien
1940: Angriff auf Tarent
1943: Operation Husky (Lehrgang) – Waffenstillstand von Cassibile – Invasion in Italien (Baytown, Avalanche, Slapstick) – Fall Achse – Schlacht um Ortona
1944: Schlachten am Monte Cassino – Operation Shingle – Gotenstellung – Schlacht von Monte Castello
1945: Frühjahrsoffensive
Operation Shingle (shingle ist das englische Wort für Dachschindel, shingle beach die Bezeichnung für eine aus flachen Steinen gebildete Strandform) war eine am 22. Januar 1944 von alliierter Seite durchgeführte amphibische Landungsoperation auf dem italienischen Kriegsschauplatz in der Umgebung von Anzio und Nettuno am Tyrrhenischen Meer in Mittelitalien. Sie begann fünf Tage später als die Schlachten am Monte Cassino und sollte die deutsche Hauptverteidigungslinie in Mittelitalien (Gustav-Linie) umgehen, um somit den Vormarsch auf Rom zu beschleunigen. Nach vielversprechendem Anfang kamen die Angreifer kaum noch voran, konnten sich jedoch letztlich behaupten.
Die Landung und ihre nachfolgenden Gefechte werden auch als Schlacht von Anzio bezeichnet. An der Operation war hauptsächlich das US-amerikanische VI Corps unter Major General John P. Lucas beteiligt. 

## Vorgeschichte
Nachdem Einheiten der 5. US-Armee und der britischen 8. Armee im Rahmen der alliierten Invasion in Italien im September 1943 bei Salerno und in Süditalien gelandet waren, blieb der alliierte Vormarsch Ende 1943 an der deutschen Gustav-Linie stecken – etwa 100 Kilometer südlich des psychologisch wichtigen Ziels Rom. Die alliierten Befehlshaber begannen daraufhin Planungen, durch eine amphibische Landeoperation hinter der Front in der Nähe von Rom den Stillstand der Frontlinie zu durchbrechen.
Eines der größten Probleme bei der Angriffsplanung war die Verfügbarkeit von Landungsbooten, da diese für andere Operationen, wie der späteren Landung in der Normandie, zur Verfügung stehen sollten. Ursprünglich waren nur so viele LSTs (Landing Ship, Tank) verfügbar, dass lediglich eine Division auf einmal hätte abgesetzt werden können. Ende Dezember 1943 beschlossen die alliierten Befehlshaber in Tunis, ausreichend Landungsschiffe für zwei Divisionen bereitzustellen.

## Planung
Als Landungsgebiet wurde die Küstenebene 40 Kilometer südlich von Rom am Nordende der Pontinischen Ebene bei Latina (damaliger Name: Littoria) ausgewählt. In ihrem Zentrum befanden sich die Küstenstädte Anzio und Nettuno. Die Landungen des Stichtags der Operation sollten von der 1. britischen und der 3. US-Infanteriedivision mit Unterstützung durch Panzer- und Fallschirmjägereinheiten sowie Ranger- und Commando-Verbände ausgeführt werden. Nach der gelungenen Landung sollte der Landungskonvoi nach Neapel zurückkehren und zwei weitere Divisionen in die Landezone befördern. Die alliierten Einheiten waren dem VI. US-Korps unter dem Befehl von John P. Lucas unterstellt. Die Alliierten rechneten mit fünf oder sechs deutschen Divisionen in teils reduzierter Stärke im Zielgebiet, die verteilt über mehrere Tage eintreffen konnten. Die Landung sollte durch Angriffe auf Flugplätze der Luftwaffe und Nachschublinien vorbereitet werden und für die Dauer der Operation würde taktische Luftunterstützung sowie Jagdschutz bereitstehen.
Die Verteidigungsstellungen der Gustav-Linie in dem hügeligen Gebiet des südlichen Latium zwischen den Abruzzen und der Mittelmeerküste sollten mehrere Tage vor der Landung durch Angriffe der 5. US-Armee unter General Mark W. Clark unter Druck gesetzt werden, um die deutsche 10. Armee dort zu binden und den Oberbefehlshaber Süd, Generalfeldmarschall Kesselring, zu veranlassen, Truppen aus dem Gebiet von Rom an die Front abzuziehen. Der alliierte Plan sah dann vor, dass bei einem Abzug deutscher Einheiten von der Gustav-Linie zur Bekämpfung der Landungstruppen die Linie angegriffen und durchbrochen werden sollte. Andernfalls sollten die bei Anzio gelandeten Truppen durch die Albaner Berge auf Rom vormarschieren und die deutschen Verbände an der Gustav-Linie mit der Abschneidung bedrohen. Hätten die Deutschen hingegen genügend Einheiten zur Verteidigung Roms und der Linie aufbieten können, so hätte die Operation Shingle immerhin dafür gesorgt, dass deutsche Truppen in Mittelitalien gebunden worden wären und damit nicht an den Kampfhandlungen anderer Fronten hätten teilnehmen können.
Der Plan wurde am 12. Januar genehmigt und als Tag der Landung der 22. Januar festgesetzt. Major General Lucas schien wenig Vertrauen in den Plan und seine Vorgesetzten zu haben. Er zog Parallelen zum letztlich fehlgeschlagenen Gallipoli-Unternehmen der Alliierten im Ersten Weltkrieg (1915/16). Es ging genau wie Shingle auf Winston Churchill zurück. Bemerkungen dazu lassen sich im Tagebuch von Lucas finden.

## Die Landungsoperation
Der Landung gingen ab dem 16. Januar Angriffe der 5. US-Armee auf die Gustav-Linie voraus (siehe Schlacht um Monte Cassino). Diese veranlassten General Heinrich von Vietinghoff, Unterstützung bei Kesselring anzufordern. Daraufhin wurde die 29. und die 90. Panzergrenadier-Division von Rom abgezogen und zur Verteidigungslinie beordert.

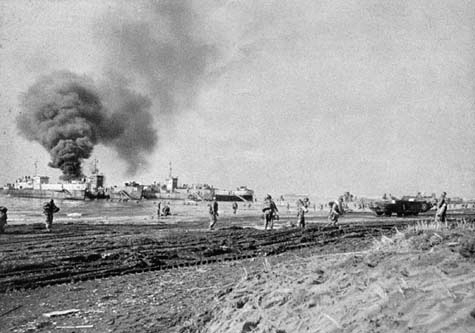
Landung amerikanischer Truppen bei Anzio

In den Morgenstunden des 22. Januars 1944 landeten britische und US-Truppen mit Hilfe von neun Transportschiffen und 226 Landungsbooten in der Nähe von Anzio und Nettuno. Insgesamt wurden 36.000 Soldaten und 3.200 Fahrzeuge abgesetzt. Der Widerstand der Deutschen war gering. Die Alliierten hatten 13 Gefallene zu beklagen, weitere 97 Soldaten wurden verwundet. Annähernd 200 deutsche Soldaten gerieten in Kriegsgefangenschaft.
Die britische 1. Infanteriedivision drang drei Kilometer ins Landesinnere vor, die 3. US-Infanteriedivision ungefähr fünf Kilometer. Nettuno sowie der Hafen von Anzio konnten erobert werden.
Obwohl der deutsche Widerstand in der Gegend gering war, nutzte Lucas nicht die Möglichkeit eines schnellen Vorstoßes in Richtung Rom, sondern blieb defensiv, indem er Mensch und Material für den Ausbau des amerikanischen Brückenkopfes verwendete. Churchill war äußerst ungehalten über dieses Vorgehen, da Lucas die deutschen Verteidiger somit kaum bedrohte. Er wurde am 23. Februar 1944 durch Lucian K. Truscott ersetzt.

## Gegenmaßnahmen der Deutschen

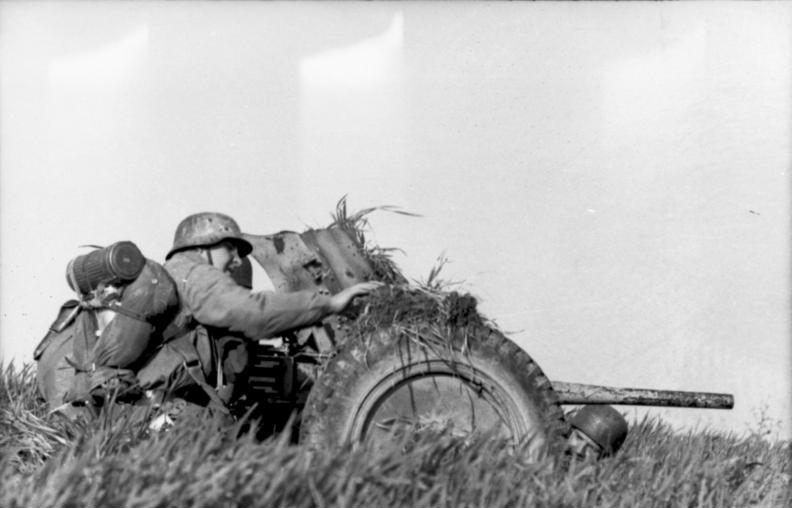
Deutsches 37-mm-Panzerabwehrgeschütz im Bereich Nettuno

Generalfeldmarschall Kesselring wurde am 22. Januar um 3 Uhr morgens über die alliierten Landungen informiert und befahl gegen 5 Uhr der 4. Fallschirmjäger-Division und Teilen der Fallschirm-Panzer-Division 1 Hermann Göring die Verteidigung der Straßen von Anzio zu den Albaner Bergen.
Am 25. Januar übernahm die deutsche 14. Armee unter Generaloberst von Mackensen die Verteidigung des Abschnitts Anzio/Nettuno. In seine Armee wurden zum Ende des Monats weitere Verbände aus Italien sowie jeweils eine Division vom Balkan und aus Frankreich eingegliedert. Am 14. Februar führte das deutsche LXXVI. Panzerkorps unter General der Panzertruppe Herr einen groß angelegten Angriff auf den Brückenkopf durch, der jedoch aufgrund alliierter Überlegenheit zur Luft und zu Wasser keinen Erfolg hatte. Durch einen weiteren Vorstoß am 17. Februar kamen die Amerikaner aber soweit in Bedrängnis, dass die alliierten Befehlshaber in Erwägung zogen, den Abschnitt aufzugeben. Allerdings konnte zuletzt auch dieser Angriff sowie ein weiterer, der Ende Februar stattfand, erfolgreich abgewehrt werden.

## Schiffsverluste
Während der Landung und in den Wochen danach versuchten deutsche Bomber des Kampfgeschwaders 40 und des Kampfgeschwaders 100 mit ferngesteuerten Bomben des Typs FX 1400 und Hs 293 die Seeeinheiten anzugreifen.
Durch Luftangriffe versenkt wurden
- am 23. Januar 1944 der Zerstörer HMS Janus
- am 24. Januar 1944 das Lazarettschiff St. David mit 2702 BRT
- am 29. Januar 1944 der Kreuzer HMS Spartan und der Transporter Samuel Huntington (7181 BRT)
- am 16. Februar 1944 der Transporter Elihu Yale (7176 BRT).

Um die Landungsflotte sowie die Versorgungsschiffe vor den deutschen Luftangriffen zu schützen, wurden drei alliierte Zerstörer (USS Plunkett, USS Frederick C. Davis und USS Herbert C. Jones) eingesetzt, welche mit der Störung der Fernsteuersignale der ferngesteuerten deutschen Gleitbomben begannen. Diese Maßnahmen zeigten jedoch keinen vollen Erfolg. So wurde der mit Störsignalen arbeitende Zerstörer Herbert C. Jones am 15. Februar 1944 durch einen Angriff mit einer Henschel Hs 293-Gleitbombe beschädigt und der – nicht mit einem Störsender ausgerüstete – Zerstörer Inglefield am 25. Februar 1944 ebenfalls durch den Einsatz von Henschel Hs 293 versenkt.
Das deutsche U-Boot U 410 versenkte am 15. Februar 1944 das Liberty-Schiff Fort St. Nicolas (7154 BRT) und am 18. Februar den Kreuzer Penelope. U 952 versenkte am 10. März 1944 die William B. Woods, ein Liberty-Schiff mit 7176 BRT.

## Ende der Operation

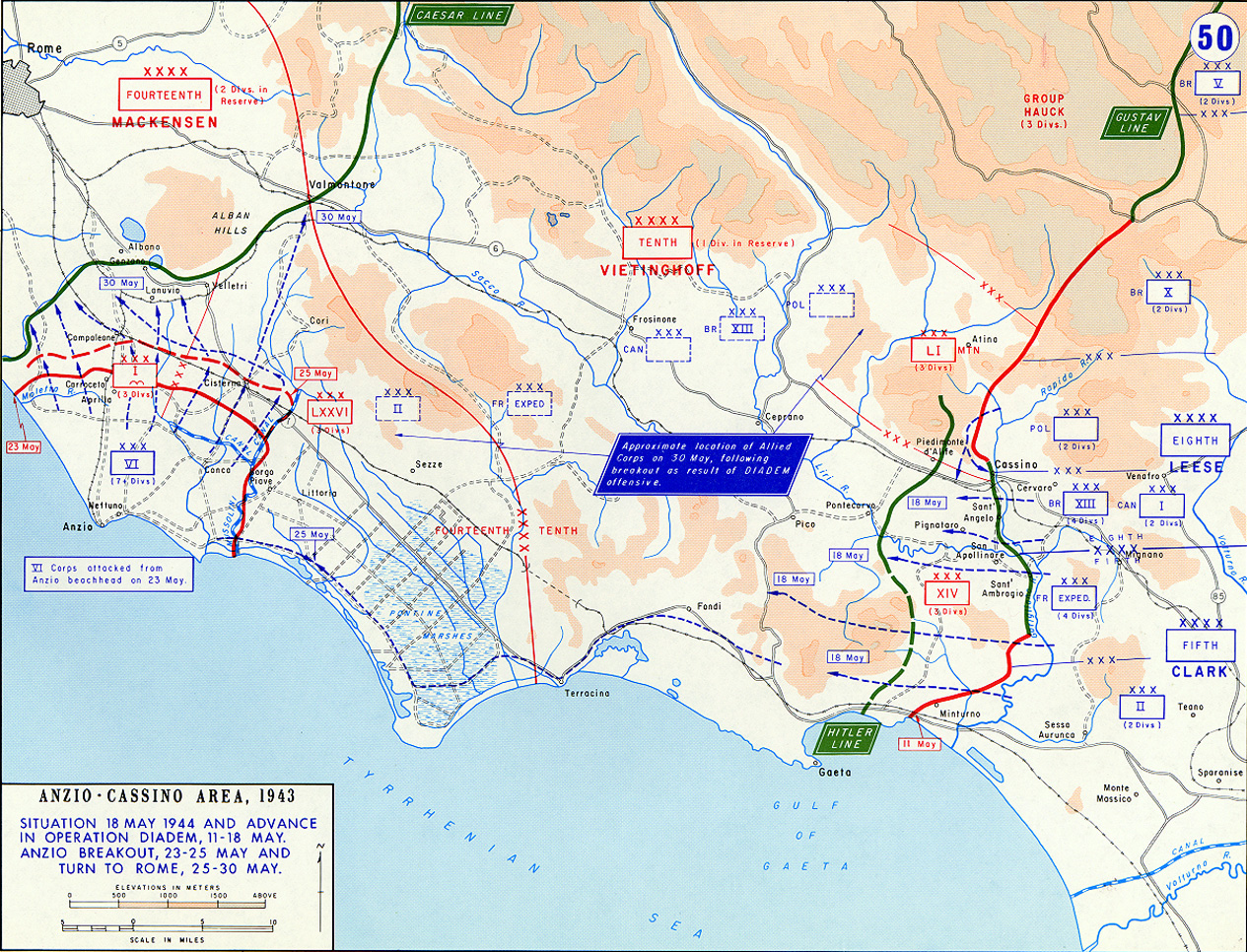
Ausbruch aus dem Brückenkopf und Operation Diadem, Mai 1944

Die Schlacht um Monte Cassino führte erst im Mai 1944 zum entscheidenden Durchbruch durch die deutschen Stellungen (Operation Diadem). Danach wurden die Kräfte des Anzio-Brückenkopfs weiter verstärkt, um den Angriff auf die Zugänge nach Rom vorzubereiten. Am 25. Mai stellte das von Osten kommende II. US-Korps die Verbindung mit dem VI. Korps her. Danach konzentrierte das VI. Korps seine Angriffe westlich der Albaner Berge. In der Nacht vom 2. zum 3. Juni zogen sich die noch in der Caesar-Linie vor Rom stehenden deutschen Verbände nördlich der Stadt zurück. Am 4. Juni marschierten die 1. US-Panzerdivision und die 36. US-Infanteriedivision in Rom ein.
Der weitere Vormarsch der alliierten Armeen kam danach erst im Juli 1944 an der Arno-Linie bzw. Gotenstellung wieder zum Stehen.

## Soldatenfriedhof und Gedenkstätte
Nahe Nettuno befinden sich ein amerikanischer Soldatenfriedhof und eine Gedenkstätte (englisch: Sicily–Rome American Cemetery and Memorial; italienisch: Cimitero americano di Nettuno).
Ein deutscher Soldatenfriedhof (Cimitero militare germanico di Pomezia) liegt 2 km südlich von Pomezia an der SR 148 Via Pontina.

## Spielfilm
Der Kriegsfilm Schlacht um Anzio (1968, Hauptrolle: Robert Mitchum) spielt hauptsächlich in den ersten Tagen der Operation Shingle und konzentriert sich auf das Schicksal einiger weniger Soldaten. Das große Ganze spielt abgesehen vom Beginn und Ende der Handlung keine besondere Rolle.